# Ałoziero
Ałoziero, także Ało-jarwi (ros. Алозеро; Ало-ярви) – jezioro polodowcowe w europejskiej części Rosji, w północnej Karelii. Zajmuje powierzchnię 6,8 km². Jest połączone z jeziorami Julijarwi i Wierchnieje Kujto. Na jeziorze znajduje się 10 wysp o łącznej powierzchni 0,12 km². Z jeziora wypływa rzeka Jokanga.